# Unbyn
Unbyn est un village suédois de la commune de Boden. 
Sa population était de 446 habitants en 2019. 